# Pseudoentada
Pseudoentada é um género botânico pertencente à família Fabaceae.

## Espécies
Existem quatro espécies descritas no género Pseudoentada, mas apenas uma, Pseudoentada natalensis (Benth.) Guinet, se encontra aceite.